# Jakuta Alikavazovic
Jakuta Alikavazovic (París, 6 d'octubre de 1979) és una escriptora francesa. La seva primera novel·la Corps volatils, publicada per Éditions de l'Olivier el 2007, va guanyar el prestigiós Premi Goncourt a la primera novel·la.

## Biografia
Va estudiar a l'École normale supérieure Paris-Saclay, on va obtenir un grau en lletres. El 2010, la seva segona novel·la Le Londres-Louxor va rebre una benvinguda molt entusiasta de la premsa i va acabar entre les seleccionades del Premi du Livre Inter. El 2012, va publicar La Blonde et le Búnquer, amb el que va guanyar una menció especial del jurat del Premi Wepler.
També ha escrit tres llibres de literatura infantil publicats per l'editorial L'École des loisirs, i ha traduït diversos llibres de l'anglès al francès, L'enchanteur Nabokov et le bonheur ("The Enchanter: Nabokov and Happiness") de Lila Azam Zanganeh i Au départ d'Atocha de Ben Lerner.

## Obres

### Novel·les
- 2007: Corps volatils, Éditions de l'Olivier
- 2010: Le Londres-Louxor, Éditions de l'Olivier
- 2012: La Blonde et le Bunker, Éditions de l'Olivier

### Històries curtes
- 2006: Histoires contre nature, Éditions de l'Olivier
- 2008: Romeo y Julieta (un cratère), Éditions de l'atelier In 8°

### Revistes i obres col·lectives
- 2013: "La mémoire des visages", Assises du Roman, Christian Bourgois/Villa Gillet/Le Monde
- 2013: "Nocturne", Nouvelle Revue Française n° 606, Gallimard
- 2014: "Risques et périls", Devenirs du Roman (vol.2), Éditions Inculte

### Llibres per nens
- 2004: Holmes et moi, L'École des loisirs
- 2004: Leçon d'équilibrisme n°1, L'École des loisirs
- 2012: Irina vs Irina, L'École des loisirs

## Premis i reconeixements
- 2007 - Guanyadora d'una "Bourse du Talent écrivain" de la fundació Jean-Luc Lagardère
- 2008 - Premi Goncourt a la primera novel·la per Corps
- 2012 - Menció especial del jurat del Premi Weple per La Blonde et le Bunker
- 2013 i 2014- Residència a la Villa Médicis de Roma
- 2017- Residència a la Residència Faber d'Olot.
- 2021 - Premi Médicis d'assaig 2021 per "Comme un ciel en nous"